# 10. Flak-Brigade
Die 10. Flak-Brigade war ein Großverband in Brigadestärke der Luftwaffe im Zweiten Weltkrieg. Die Aufstellung des Brigadestabes erfolgte im Juni 1942 und war für den Luftschutz des östlichen Ruhrgebiets zuständig.

## Einsatzgeschichte und Umwandlung
Zunächst noch unter dem Namen Flak-Brigade X aufgestellt, übernahm der Brigadestab die operative Führung aller östlich des Ruhrgebiets aufgestellten Flakverbände mit Gefechtsstand in Dortmund. Ihm unterstellt waren das
- Flak-Regiment 67 als Flakgruppe Bochum
- Flak-Regiment 124 als Flakgruppe Dortmund sowie das
- Flak-Scheinwerfer-Regiment 146

Der Brigadestab nahm seine Aufgaben in diesem Gebiet für etwa 10 Monate wahr. Danach wurde der Stab ohne die unterstellten Regimenter an die Ostfront verlegt. Deren Führung übernahm die 22. Flak-Division. Der Brigadestab hingegen wurde im Mittelabschnitt der Ostfront im Rahmen der 2. Armee eingesetzt. Anfang November 1943 wurde der Brigadestab der 18. Flak-Division zugeteilt. Hier unterstanden ihm das
- Flak-Regiment 6
- Flak-Regiment 10 und das
- Flak-Regiment 35

Aufgrund von Änderungen im Unterstellungsverhältnis schied der Brigadestab jedoch schon bald aus der 18. Flak-Division aus und wurde nur mit dem Flak-Regiment 6 dem II. Flak-Korps unterstellt. Die Brigade kämpfe anschließend im Raum Witebsk im Rahmen der 3. Panzerarmee. Im Februar 1944 lag die Brigade im Raum Brest mit den Flak-Regimentern 21, 34, 125 und 134. Diesen Batterien gelangen innerhalb von fünf Monaten 200 Flugzeugabschüsse. Im März 1944 war die Brigade im Raum Kalenka eingesetzt und zog sich kämpfend allmählich in den Raum Baranowitschi zurück. Im Anschluss hieran übernahm der Brigadestab die Führung der Flakkräfte im Weichselraum mit den unterstellten Flak-Regimentern 10 (ohne Verbände) und 23. Am 17. Oktober 1944, inzwischen lag der Brigadestab in Ostpreußen, wurde die Umwandlung des Brigadestabes in den  Regimentsstab des Flak-Regiments 116 vollzogen.

### Kommandeure
| Dienstgrad | Name                       | Datum                               |
| ---------- | -------------------------- | ----------------------------------- |
| Oberst     | Walter von Hippel          | Juni bis 30. Juni 1942              |
| Oberst     | Johann Edler von Krziwanek | 1. Juli 1942 bis März 1943          |
| Oberst     | Paul Pavel                 | März bis 25. Juni 1943              |
| Oberst     | Karl Schuchardt            | 26. Juni 1943 bis 13. August 1943   |
| Oberst     | Adolf Wolf                 | 25. August 1943 bis 31. Januar 1944 |
| Oberst     | Günther Sachs              | 1. Februar bis 1. Oktober 1944      |